# 劈掛掌
劈掛拳（ひかけん）は、中国武術の1つである。中国の河北省滄州を発祥地とし、腕全体を上から切り下ろす動作『劈』と下から打ち上げる動作『掛』の名前が表すように腕を振り回して攻撃する技法に特徴がある。古くは披挂拳とも書かれ、掌を多用することから別名劈掛掌とも呼ばれる。有名な使い手に黄林彪や馬鳳図、その弟である馬英図などがいる。
なお、日本語中の漢字としての「劈」には「ひ」という読み方はなく、「へき」と読むべきであるが、中国語の読み方「pi」を受けた「ひ」という読み方が、日本においては長年使われており、本項はその慣例に従う。

## 特徴
全身の力を抜きさり、腰を支点にして上体を上下左右に振り両腕を風車のように振り回す。曲線的な歩法によって相手の側面や後ろに回りこみ、相手に反撃の隙を与えぬよう連続的に攻撃する。遠心力を利用したその打撃は鞭の様に鋭く重い。その特徴を表現した言葉『放長撃遠』が示す通り、その技法は遠い間合いでの戦闘を得意としている（接近戦用の技法もある）。
動作の特徴は、「鷹翅蛇身」（手は鷹の羽根のごとく、身は蛇のごとく）と表現され、他の武術のように立身中正の姿勢を取らず、上体を前後左右に大きく動かしつつ曲線的な歩法をもって、相手の攻撃をかわし防ぎ、連続した動作で斜めや横から遮り有利な状態を作り出し、攻撃する点にある。
套路には、古くからある「劈掛拳」「青龍拳」「大架子」のほか、馬鳳図によって作成された「飛虎拳」「太淑拳」（以上2つ、通備劈掛拳）がある。
劈掛拳は八極拳と非常に相性が良いとされ、八極拳と併習されることが多い。それは八極拳が接近戦を得意とするのに対して劈掛拳は遠距離戦を得意とし、また八極拳の剛の動きに対して劈掛拳は柔の動き、さらに八極拳の直線的な歩法に対して劈掛拳の曲線的な歩法など動作が対照的なために互いの弱点を補うことができるためである。それゆえに『八極と劈掛を共に学べば神でさえ恐れる』という言葉が生まれたほどである。

## メディア
漫画
- 拳児
- 史上最強の弟子ケンイチ（谷本夏）
- FAIRY TAIL（バッカス）
- バキ外伝 烈海王は異世界転生しても一向にかまわんッッ（烈海王）

ゲーム
- ファイターズインパクト
- 鉄拳シリーズ（リン・シャオユウ）
- デッド オア アライブ シリーズ（エレナ）
- ザ・ランブルフィッシュ（ハザマ）
- アカツキ電光戦記（マリリン・スー）
- JUDGE EYES:死神の遺言（八神隆之）※厳密には八極拳と併習し、自己流にアレンジした「神室町流」